# 第54回有馬記念
第54回有馬記念（だい54かいありまきねん）は、2009年12月27日に中山競馬場で施行された競馬競走である。ドリームジャーニーが優勝した

## レース概要
2009年の中央競馬の総決算である。外国馬が6頭まで出走可能となっていたが国際競走となった2007年以降3年連続で登録馬はなかった。なお、パープルムーン（英国）とマーシュサイド（米国）が予備登録を行っていたが、12月1日に辞退が発表された。

## ファン投票の結果
- 最終順位上位20頭のうち、出走を表明した馬10頭

| 競走馬             | ファン投票順位 |
| ------------------ | -------------- |
| ブエナビスタ       | 2位            |
| ドリームジャーニー | 4位            |
| マツリダゴッホ     | 5位            |
| リーチザクラウン   | 9位            |
| イコピコ           | 10位           |
| アンライバルド     | 11位           |
| セイウンワンダー   | 13位           |
| マイネルキッツ     | 14位           |
| エアシェイディ     | 16位           |
| スリーロールス     | 18位           |

- 最終登録を行った馬のうち、最終順位100位までに入った馬の順位

| 競走馬             | ファン投票順位 |
| ------------------ | -------------- |
| キャプテントゥーレ | 19位           |
| フォゲッタブル     | 22位           |
| テイエムプリキュア | 23位           |
| ミヤビランベリ     | 25位           |
| ナカヤマフェスタ   | 26位           |
| ネヴァブション     | 39位           |
| モンテクリスエス   | 45位           |
| トウカイトリック   | 64位           |
| サンライズマックス | 70位           |
| ヒカルカザブエ     | 77位           |
| シャドウゲイト     | 78位           |
| メイショウベルーガ | 86位           |
| コスモバルク       | 地方所属       |

## レース施行前の状況

### 各競走の結果
第139回天皇賞（春）
| 着順 | 競走馬         |
| ---- | -------------- |
| 1着  | マイネルキッツ |
| 2着  | アルナスライン |

第50回宝塚記念
| 着順 | 競走馬             |
| ---- | ------------------ |
| 1着  | ドリームジャーニー |
| 2着  | サクラメガワンダー |

第140回天皇賞（秋）
| 着順 | 競走馬             |
| ---- | ------------------ |
| 1着  | カンパニー         |
| 2着  | スクリーンヒーロー |

第29回ジャパンカップ
| 着順 | 競走馬             |
| ---- | ------------------ |
| 1着  | ウオッカ           |
| 2着  | オウケンブルースリ |

第69回皐月賞
| 着順 | 競走馬             |
| ---- | ------------------ |
| 1着  | アンライバルド     |
| 2着  | トライアンフマーチ |

第76回東京優駿
| 着順 | 競走馬           |
| ---- | ---------------- |
| 1着  | ロジユニヴァース |
| 2着  | リーチザクラウン |

第70回菊花賞
| 着順 | 競走馬         |
| ---- | -------------- |
| 1着  | スリーロールス |
| 2着  | フォゲッタブル |

第57回神戸新聞杯
| 着順 | 競走馬   |
| ---- | -------- |
| 1着  | イコピコ |

第47回アルゼンチン共和国杯
| 着順 | 競走馬         |
| ---- | -------------- |
| 1着  | ミヤビランベリ |

第43回ステイヤーズステークス
| 着順 | 競走馬         |
| ---- | -------------- |
| 1着  | フォゲッタブル |

### 登録及び各馬の状況
この年は例年に増してファン投票上位馬、また秋のGIで好走した馬の回避が目立った。さらに、史上初めて4歳馬の出走がなかった年になった。
まず、ファン投票1位のウオッカはジャパンカップ（優勝）レース中に鼻出血を発症し、規定により出走ができなくなっていた。このほか、3位の東京優駿馬・ロジユニヴァースは体調が整わないため、7位のオウケンブルースリ、9位の秋華賞馬・レッドディザイアは休養に入るため出走回避した。また、6位のスクリーンヒーローはジャパンカップのレース後に屈腱炎を発症し引退が表明された。
ファン投票上位馬以外では、エリザベス女王杯の勝ち馬・クィーンスプマンテが香港カップに出走したために回避、また、天皇賞（秋）を制したカンパニーもマイルチャンピオンシップ（優勝）を最後に引退を既に発表していたため、登録も行わなかった。

### 施行前の状況
一番の注目を集めたのは3歳牝馬のブエナビスタであった。この年桜花賞と優駿牝馬の2冠を制していたが、秋は降着や展開に恵まれないなどして惜敗が続いていた。陣営はこのレースに向け、主戦の安藤勝己から横山典弘に乗り換え、新しい一面を引き出そうとしていた。
3歳馬はほかにも皐月賞馬のアンライバルド、菊花賞馬のスリーロールス、ダービー2着で悲願のGI獲りを目指すリーチザクラウン、充実を見せているイコピコやフォゲッタブルが有力視された。
これを迎え撃つ古馬勢の中心は前年4着のドリームジャーニーであった。この年は春のグランプリ宝塚記念を制していた。天皇賞（秋）は6着に敗れたものの、ジャパンカップをパスしてこのレースに向け調整をしていた。第52回有馬記念の覇者であるマツリダゴッホはやや精彩を欠いていたものの、この年もオールカマーを制するなど依然中山では安定した成績を残していた。なお、このレースが同馬にとってのラストランとなる。他には天皇賞（春）の勝ち馬マイネルキッツが注目を集めた。

## 出走馬と枠順
2009年12月27日　第5回中山競馬第8日目　第10競走
天気：晴、馬場状態：良、発走時刻：15時25分
| 枠番 | 馬番 | 競走馬名           | 性齢 | 騎手        | オッズ        | 調教師     |
| ---- | ---- | ------------------ | ---- | ----------- | ------------- | ---------- |
| 1    | 1    | アンライバルド     | 牡3  | M・デムーロ | 14.9（8人）   | 友道康夫   |
| 1    | 2    | ブエナビスタ       | 牝3  | 横山典弘    | 3.4（1人）    | 松田博資   |
| 2    | 3    | ミヤビランベリ     | 牡6  | 吉田隼人    | 14.7（7人）   | 加藤敬二   |
| 2    | 4    | マイネルキッツ     | 牡6  | 三浦皇成    | 33.2（12人）  | 国枝栄     |
| 3    | 5    | コスモバルク       | 牡8  | 五十嵐冬樹  | 89.9（15人）  | 田部和則   |
| 3    | 6    | エアシェイディ     | 牡8  | 後藤浩輝    | 32.0（11人）  | 伊藤正徳   |
| 4    | 7    | マツリダゴッホ     | 牡6  | 蛯名正義    | 9.4（3人）    | 国枝栄     |
| 4    | 8    | リーチザクラウン   | 牡3  | 武豊        | 12.6（5人）   | 橋口弘次郎 |
| 5    | 9    | ドリームジャーニー | 牡5  | 池添謙一    | 4.0（2人）    | 池江泰寿   |
| 5    | 10   | スリーロールス     | 牡3  | 浜中俊      | 13.5（6人）   | 武宏平     |
| 6    | 11   | イコピコ           | 牡3  | 内田博幸    | 17.2（9人）   | 西園正都   |
| 6    | 12   | テイエムプリキュア | 牝6  | 熊沢重文    | 65.0（14人）  | 五十嵐忠男 |
| 7    | 13   | シャドウゲイト     | 牡7  | 田中勝春    | 123.4（16人） | 加藤征弘   |
| 7    | 14   | セイウンワンダー   | 牡3  | 藤田伸二    | 21.0（10人）  | 領家政蔵   |
| 8    | 15   | ネヴァブション     | 牡6  | 北村宏司    | 60.0（13人）  | 伊藤正徳   |
| 8    | 16   | フォゲッタブル     | 牡3  | C.ルメール  | 9.6（4人）    | 池江泰郎   |

負担重量は4歳以上馬57kg、3歳馬55kg、牝馬は2kg減

## レース結果

### レース展開
ゲートが開くと、ドリームジャーニーがタイミングが合わず出遅れる。対して好スタートを切ったリーチザクラウンが同型を制しハナを切った。テイエムプリキュアとミヤビランベリが2番手を追走し、やや離れてシャドウゲイトが続いた。後方から進めると思われたブエナビスタは先団をみる形で6番手に位置、その前後にアンライバルドやスリーロールスが続いた。マツリダゴッホは中団、フォゲッタブルは中団馬群の後方につけ、ドリームジャーニーは例によって後方待機、エアシェイディが最後方に控えた。
1000m通過タイムは58秒6と速いペースとなり、3コーナーを過ぎたあたりでシャドウゲイトやマツリダゴッホが上がっていくと、先行していたリーチザクラウンやテイエムプリキュアが後退。ブエナビスタは好位置をキープしたまま直線を向き先頭に躍りでるが、後方で脚をためたドリームジャーニーが一気に前に並びかけ、ブエナビスタを競り落として先頭でゴールイン。ブエナビスタが粘って2着に入り、4馬身開いた3着にはこれも後方にいたエアシェイディが前年に続いての入着となった。結果として、これまでにないハイペースが影響して先行勢はほぼ総崩れの状態であり、5着以内に入ったのはブエナビスタを除いて全て後方で足をためていた馬であった。
一方、一昨年の覇者マツリダゴッホは見せ場は作ったものの7着、3歳牡馬勢ではフォゲッタブルの4着が最高だった。
なお、3コーナー手前でスリーロールスが馬体に故障を発生し競走を中止した。

### レース着順
| 着順 | 馬番 | 競走馬名           | タイム | 着差   | 上がりタイム |
| ---- | ---- | ------------------ | ------ | ------ | ------------ |
| 1    | 9    | ドリームジャーニー | 2:30.0 |        | 35.2         |
| 2    | 2    | ブエナビスタ       | 2:30.1 | 1/2    | 35.8         |
| 3    | 6    | エアシェイディ     | 2:30.8 | 4      | 35.7         |
| 4    | 16   | フォゲッタブル     | 2:30.8 | アタマ | 36.1         |
| 5    | 4    | マイネルキッツ     | 2:31.2 | 2.1/2  | 36.7         |
| 6    | 14   | セイウンワンダー   | 2:31.6 | 2.1/2  | 36.9         |
| 7    | 7    | マツリダゴッホ     | 2:31.9 | 1.1/4  | 37.6         |
| 8    | 11   | イコピコ           | 2:32.6 | 4      | 38.2         |
| 9    | 13   | シャドウゲイト     | 2:32.7 | 3/4    | 38.6         |
| 10   | 5    | コスモバルク       | 2:32.8 | クビ   | 38.1         |
| 11   | 3    | ミヤビランベリ     | 2:32.8 | アタマ | 38.7         |
| 12   | 15   | ネヴァブション     | 2:33.9 | 7      | 39.3         |
| 13   | 8    | リーチザクラウン   | 2:34.6 | 4      | 40.6         |
| 14   | 12   | テイエムプリキュア | 2:35.7 | 7      | 41.0         |
| 15   | 1    | アンライバルド     | 2:36.8 | 7      | 42.4         |
| 中止 | 10   | スリーロールス     |        |        |              |

#### データ
| ハロンタイム        | 6.8 - 11.0 - 11.2 - 11.3 - 11.9 - 12.3 - 12.6 - 12.3 - 12.5 - 12.1 - 12.0 - 11.7 - 12.3 |
| 1000m通過タイム     | 58.6秒（リーチザクラウン）                                                              |
| 上がり4ハロン       | 48.1秒                                                                                  |
| 上がり3ハロン       | 36.0秒                                                                                  |
| 優勝馬上がり3ハロン | 35.2秒                                                                                  |

### 払戻
| 単勝   | 9     | 400円   |
| 複勝   | 9     | 150円   |
| 複勝   | 2     | 140円   |
| 複勝   | 6     | 380円   |
| 枠連   | 1-5   | 510円   |
| 馬連   | 2-9   | 740円   |
| 馬単   | 9-2   | 1510円  |
| 3連複  | 2-6-9 | 5460円  |
| 3連単  | 9-2-6 | 18890円 |
| ワイド | 2-9   | 320円   |
| ワイド | 6-9   | 830円   |
| ワイド | 2-6   | 1400円  |

## 達成された記録
- ドリームジャーニーは馬体重426kgで勝利したが、これは有馬記念史上最軽量馬の優勝である。また、ディープインパクト以来史上9頭目となるグランプリ春秋連覇達成
- 勝ちタイム2:30.0は、第49回（優勝馬ゼンノロブロイ）の2:29.5に次ぐ同レース歴代2位[1]（2023年現在）。
- コスモバルクは6年連続同レース出走となり、単独歴代1位の記録である。

## 入場者数・レース売り上げ
- 入場人員　115,327人　（前年比98.5%）
- 売上金　　40,444,102,000円　（前年比94.3%）

何れも出典はJRA公式サイト『データファイル』内「レース成績データ」の「年度別全成績 2009年 中山第5回第8日（PDFファイル）」による。

## レースにまつわるエピソード
有馬記念に関しては競馬マスコミやファンの間でよく“世相馬券”が出るといわれることがある。これは、有馬記念が文字通り中央競馬1年納めのビッグレースであることから、上位入線馬の名前や馬番がその年の世相にちなんだものになることがあるためである。
2009年に関しても様々言われた中、前述の通りドリームジャーニー号の春秋グランプリ連覇に終わった。そして実はこの日、西日本でも、関西テレビ放送など3社が18年余りにわたって制作・放送してきた中央競馬中継『DREAM競馬』の放送が終わり、これとともに長く競馬中継に携わってきた杉本清と大坪元雄が競馬界でいうところの“70歳定年”により勇退した。
不況による売り上げ減などからJRAがこれまでのメディア戦略を転換し、CI導入後初めて同一キャンペーンを3年目に突入させたこと、このレースに初めて4歳馬が1頭も出なかったことなども加え、いろいろな意味で一つの節目となるビッグレースとなった。
また、この有馬記念を以て本馬場入場曲の「グレードエクウスマーチ」がその役目を終えた。